# Diófacincér
A diófacincér (Aegosoma scabricorne) a rovarok (Insecta) osztályának a bogarak (Coleoptera) rendjébe, ezen belül a mindenevő bogarak (Polyphaga) alrendjébe és a cincérfélék (Cerambycidae) családjába tartozó faj.

## Előfordulása
A diófacincér elterjedési területe Közép- és Dél-Európa, a Kaukázus, Irán és Szíria.

## Megjelenése
A diófacincér az egyik legnagyobb cincérünk. 22-56 milliméter hosszú, egyszínű vöröses- vagy szürkésbarna. Az előtor hátulsó sarka hegyesen kiáll. A nőstény csápja a szárnyfedők felezővonalán túlér, a hímé a testénél is hosszabb.

## Életmódja
A diófacincér lomboserdők, parkok, faültetvények, fasorok lakója. A lárvák 3-4 évig fejlődnek, elsősorban beteg vagy sérült nyár- és fűzfákban, de az alma, körte, cseresznye, szilva, bükk és sok más vadon élő vagy ültetett fa törzsében is (még az akácban is). Hosszú járatokat rágnak a törzsben, amelynek végén durva rágcsálékkal lezárt bábbölcsőt készítenek. Az imágó június végétől augusztusig figyelhető meg. Nappal elrejtőzik, éjszaka a fatörzseken mászkál vagy a fák között repül.